# Kuźnica Lubiecka
Kuźnica Lubiecka [pronunciación en polaco: /kuʑˈnit͡sa luˈbjɛt͡ska/] es un pueblo ubicado en el distrito administrativo de Gmina Szczerców, dentro del Distrito de Bełchatów, Voivodato de Łódź, en Polonia central. Se encuentra aproximadamente a 6 kilómetros al noreste de Szczerców, a 14 kilómetros al oeste de Serłchatów, y a 50 kilómetros al suroeste de la capital regional Łódź.